# FIA World Endurance Championship 2021
Het FIA World Endurance Championship 2021 was het negende seizoen van het FIA World Endurance Championship, een autosportkampioenschap met endurancewedstrijden dat georganiseerd wordt door de Fédération Internationale de l'Automobile (FIA) en de Automobile Club de l'Ouest (ACO). In het kampioenschap reden prototype- en GT-wagens verdeeld onder vier klassen. Er werden wereldtitels uitgedeeld aan de hoogst geplaatste coureurs en constructeurs in zowel de prototype- als de GT-klassen.
In het seizoen 2021 werden de technische reglementen in de hoogste klasse van het kampioenschap flink gewijzigd. De LMP1-klasse werd geschrapt en vervangen door de nieuwe Hypercar-klasse. LMP1-auto's die niet hybride waren mochten nog wel deelnemen aan de klasse.
In 2021 werd het seizoen weer binnen een kalenderjaar georganiseerd, nadat de twee voorgaande seizoenen over twee verschillende jaren werden gehouden. Dit gebeurde naar aanleiding van de coronapandemie, waardoor het vorige seizoen uitliep.

## Kalender
Op 12 december 2019 werd de WEC-kalender van het seizoen 2020-2021 bekend gemaakt. Vanwege de coronapandemie liep het seizoen 2019-2020 uit tot begin november 2020, waardoor het daaropvolgende seizoen in een kalenderjaar plaats zou vinden. In september 2020 werd de WEC-kalender van 2021 bekend gemaakt. Ten opzichte van het vorige seizoen verdwenen de 4 uur van Silverstone, de 4 uur van Shanghai en de Lone Star Le Mans van de kalender. De 1000 mijl van Sebring en de 6 uur van Monza werden aan de kalender toegevoegd. De 1000 mijl van Sebring en de 6 uur van Fuji werden later afgelast vanwege reisbeperkingen rondom de coronapandemie en werden vervangen door respectievelijk de 6 uur van Portimão en een tweede race in Bahrein. De race in Portimão werd later verplaatst van 4 april naar 13 juni. De 24 uur van Le Mans werd verplaatst van het weekend van 12-13 juni naar 21-22 augustus voor een zo groot mogelijke kans op het verwelkomen van toeschouwers.
| Ronde                 | Race                        | Circuit                            | Datum          |
| --------------------- | --------------------------- | ---------------------------------- | -------------- |
| 1                     | 6 uur van Spa-Francorchamps | Circuit de Spa-Francorchamps       | 1 mei          |
| 2                     | 8 uur van Portimão          | Autódromo Internacional do Algarve | 13 juni        |
| 3                     | 6 uur van Monza             | Autodromo Nazionale Monza          | 18 juli        |
| 4                     | 24 uur van Le Mans          | Circuit de la Sarthe               | 21-22 augustus |
| 5                     | 6 uur van Bahrein           | Bahrain International Circuit      | 30 oktober     |
| 6                     | 8 uur van Bahrein           | Bahrain International Circuit      | 6 november     |
| Afgelaste races       |                             |                                    |                |
| Race                  | Race                        | Circuit                            | Datum          |
| 1000 mijl van Sebring | 1000 mijl van Sebring       | Sebring International Raceway      | 19 maart       |
| 6 uur van Fuji        | 6 uur van Fuji              | Fuji Speedway                      | 26 september   |

## Teams en coureurs

### Hypercar
| Team                | Auto                    | Motor                         | Hybride            | Banden | Nr. | Coureur          | Races |
| ------------------- | ----------------------- | ----------------------------- | ------------------ | ------ | --- | ---------------- | ----- |
| Toyota Gazoo Racing | Toyota GR010 Hybrid     | Toyota 3.5L Turbo V6          | Hybride            | M      | 7   | Mike Conway      | Alle  |
| Toyota Gazoo Racing | Toyota GR010 Hybrid     | Toyota 3.5L Turbo V6          | Hybride            | M      | 7   | Kamui Kobayashi  | Alle  |
| Toyota Gazoo Racing | Toyota GR010 Hybrid     | Toyota 3.5L Turbo V6          | Hybride            | M      | 7   | José María López | Alle  |
| Toyota Gazoo Racing | Toyota GR010 Hybrid     | Toyota 3.5L Turbo V6          | Hybride            | M      | 8   | Sébastien Buemi  | Alle  |
| Toyota Gazoo Racing | Toyota GR010 Hybrid     | Toyota 3.5L Turbo V6          | Hybride            | M      | 8   | Brendon Hartley  | Alle  |
| Toyota Gazoo Racing | Toyota GR010 Hybrid     | Toyota 3.5L Turbo V6          | Hybride            | M      | 8   | Kazuki Nakajima  | Alle  |
| Alpine Elf Matmut   | Alpine A480             | Gibson GL458 4.5L V8          |                    | M      | 36  | Nicolas Lapierre | Alle  |
| Alpine Elf Matmut   | Alpine A480             | Gibson GL458 4.5L V8          | André Negrão       | M      | 36  | Alle             |       |
| Alpine Elf Matmut   | Alpine A480             | Gibson GL458 4.5L V8          | Matthieu Vaxivière | M      | 36  | Alle             |       |
| Glickenhaus Racing  | Glickenhaus SCG 007 LMH | Glickenhaus P21 3.5L Turbo V8 |                    | M      | 708 | Pipo Derani      | 3-4   |
| Glickenhaus Racing  | Glickenhaus SCG 007 LMH | Glickenhaus P21 3.5L Turbo V8 | Olivier Pla        | M      | 708 | 3-4              |       |
| Glickenhaus Racing  | Glickenhaus SCG 007 LMH | Glickenhaus P21 3.5L Turbo V8 | Gustavo Menezes    | M      | 708 | 3                |       |
| Glickenhaus Racing  | Glickenhaus SCG 007 LMH | Glickenhaus P21 3.5L Turbo V8 | Franck Mailleux    | M      | 708 | 4                |       |
| Glickenhaus Racing  | Glickenhaus SCG 007 LMH | Glickenhaus P21 3.5L Turbo V8 |                    | M      | 709 | Romain Dumas     | 2-4   |
| Glickenhaus Racing  | Glickenhaus SCG 007 LMH | Glickenhaus P21 3.5L Turbo V8 | Richard Westbrook  | M      | 709 | 2-4              |       |
| Glickenhaus Racing  | Glickenhaus SCG 007 LMH | Glickenhaus P21 3.5L Turbo V8 | Ryan Briscoe       | M      | 709 | 2, 4             |       |
| Glickenhaus Racing  | Glickenhaus SCG 007 LMH | Glickenhaus P21 3.5L Turbo V8 | Franck Mailleux    | M      | 709 | 3                |       |

### LMP2
Volgens de LMP2-reglementen rijden alle auto's in de LMP2-klasse met een Gibson GK428 V8-motor. Inschrijvingen in de LMP2 Pro-Am Cup, waar een amateurcoureur bij zit, worden aangeduid met een ster.
| Team                      | Auto                            | Banden | Nr. | Coureur                | Races    |
| ------------------------- | ------------------------------- | ------ | --- | ---------------------- | -------- |
| Richard Mille Racing Team | Oreca 07                        | G      | 1   | Sophia Flörsch         | Alle     |
| Richard Mille Racing Team | Oreca 07                        | G      | 1   | Tatiana Calderón       | 1-4, 6   |
| Richard Mille Racing Team | Oreca 07                        | G      | 1   | Beitske Visser         | 1-2, 4-6 |
| Richard Mille Racing Team | Oreca 07                        | G      | 1   | Gabriel Aubry          | 5        |
| High Class Racing*        | Oreca 07                        | G      | 20  | Dennis Andersen        | Alle     |
| High Class Racing*        | Oreca 07                        | G      | 20  | Anders Fjordbach       | 1-3, 5-6 |
| High Class Racing*        | Oreca 07                        | G      | 20  | Jan Magnussen          | 1-3      |
| High Class Racing*        | Oreca 07                        | G      | 20  | Marco Sørensen         | 4        |
| High Class Racing*        | Oreca 07                        | G      | 20  | Ricky Taylor           | 4        |
| High Class Racing*        | Oreca 07                        | G      | 20  | Robert Kubica          | 5-6      |
| DragonSpeed USA*          | Oreca 07                        | G      | 21  | Ben Hanley             | Alle     |
| DragonSpeed USA*          | Oreca 07                        | G      | 21  | Henrik Hedman          | Alle     |
| DragonSpeed USA*          | Oreca 07                        | G      | 21  | Juan Pablo Montoya     | Alle     |
| United Autosports USA     | Oreca 07                        | G      | 22  | Philip Hanson          | Alle     |
| United Autosports USA     | Oreca 07                        | G      | 22  | Fabio Scherer          | 1, 3-6   |
| United Autosports USA     | Oreca 07                        | G      | 22  | Filipe Albuquerque     | 1, 3-6   |
| United Autosports USA     | Oreca 07                        | G      | 22  | Paul di Resta          | 2        |
| United Autosports USA     | Oreca 07                        | G      | 22  | Wayne Boyd             | 2        |
| Jota                      | Oreca 07                        | G      | 28  | Tom Blomqvist          | Alle     |
| Jota                      | Oreca 07                        | G      | 28  | Sean Gelael            | Alle     |
| Jota                      | Oreca 07                        | G      | 28  | Stoffel Vandoorne      | Alle     |
| Jota                      | Oreca 07                        | G      | 38  | Anthony Davidson       | Alle     |
| Jota                      | Oreca 07                        | G      | 38  | António Félix da Costa | Alle     |
| Jota                      | Oreca 07                        | G      | 38  | Roberto González       | Alle     |
| Racing Team Nederland*    | Oreca 07                        | G      | 29  | Frits van Eerd         | Alle     |
| Racing Team Nederland*    | Oreca 07                        | G      | 29  | Giedo van der Garde    | 1-2, 4-6 |
| Racing Team Nederland*    | Oreca 07                        | G      | 29  | Job van Uitert         | 1-2, 4-6 |
| Racing Team Nederland*    | Oreca 07                        | G      | 29  | Nyck de Vries          | 3        |
| Racing Team Nederland*    | Oreca 07                        | G      | 29  | Paul-Loup Chatin       | 3        |
| Team WRT                  | Oreca 07                        | G      | 31  | Robin Frijns           | Alle     |
| Team WRT                  | Oreca 07                        | G      | 31  | Ferdinand Habsburg     | Alle     |
| Team WRT                  | Oreca 07                        | G      | 31  | Charles Milesi         | Alle     |
| Inter Europol Competition | Oreca 07                        | G      | 34  | Alex Brundle           | Alle     |
| Inter Europol Competition | Oreca 07                        | G      | 34  | Jakub Śmiechowski      | Alle     |
| Inter Europol Competition | Oreca 07                        | G      | 34  | Renger van der Zande   | 1, 3-6   |
| Inter Europol Competition | Oreca 07                        | G      | 34  | Louis Delétraz         | 2        |
| ARC Bratislava*           | Ligier JS P217 1-3 Oreca 07 4-6 | G      | 44  | Miroslav Konôpka       | Alle     |
| ARC Bratislava*           | Ligier JS P217 1-3 Oreca 07 4-6 | G      | 44  | Tom Jackson            | 1-2      |
| ARC Bratislava*           | Ligier JS P217 1-3 Oreca 07 4-6 | G      | 44  | Darren Burke           | 1        |
| ARC Bratislava*           | Ligier JS P217 1-3 Oreca 07 4-6 | G      | 44  | Oliver Webb            | 2-5      |
| ARC Bratislava*           | Ligier JS P217 1-3 Oreca 07 4-6 | G      | 44  | Matej Konôpka          | 3-4      |
| ARC Bratislava*           | Ligier JS P217 1-3 Oreca 07 4-6 | G      | 44  | Kush Maini             | 5        |
| ARC Bratislava*           | Ligier JS P217 1-3 Oreca 07 4-6 | G      | 44  | Nelson Panciatici      | 6        |
| ARC Bratislava*           | Ligier JS P217 1-3 Oreca 07 4-6 | G      | 44  | Olli Caldwell          | 6        |
| Realteam Racing*          | Oreca 07                        | G      | 70  | Esteban Garcia         | Alle     |
| Realteam Racing*          | Oreca 07                        | G      | 70  | Norman Nato            | Alle     |
| Realteam Racing*          | Oreca 07                        | G      | 70  | Loïc Duval             | 1, 3-6   |
| Realteam Racing*          | Oreca 07                        | G      | 70  | Mathias Beche          | 2        |

### LMGTE Pro
| Team            | Auto                | Motor                        | Banden | Nr. | Coureur               | Races   |
| --------------- | ------------------- | ---------------------------- | ------ | --- | --------------------- | ------- |
| AF Corse        | Ferrari 488 GTE Evo | Ferrari F154CB 3.9L Turbo V8 | M      | 51  | James Calado          | Alle    |
| AF Corse        | Ferrari 488 GTE Evo | Ferrari F154CB 3.9L Turbo V8 | M      | 51  | Alessandro Pier Guidi | Alle    |
| AF Corse        | Ferrari 488 GTE Evo | Ferrari F154CB 3.9L Turbo V8 | M      | 51  | Côme Ledogar          | 4       |
| AF Corse        | Ferrari 488 GTE Evo | Ferrari F154CB 3.9L Turbo V8 | M      | 52  | Miguel Molina         | Alle    |
| AF Corse        | Ferrari 488 GTE Evo | Ferrari F154CB 3.9L Turbo V8 | M      | 52  | Daniel Serra          | Alle    |
| AF Corse        | Ferrari 488 GTE Evo | Ferrari F154CB 3.9L Turbo V8 | M      | 52  | Sam Bird              | 4       |
| Porsche GT Team | Porsche 911 RSR-19  | Porsche 4.2L Flat-6          | M      | 91  | Gianmaria Bruni       | Alle    |
| Porsche GT Team | Porsche 911 RSR-19  | Porsche 4.2L Flat-6          | M      | 91  | Richard Lietz         | Alle    |
| Porsche GT Team | Porsche 911 RSR-19  | Porsche 4.2L Flat-6          | M      | 91  | Frédéric Makowiecki   | 2, 4, 6 |
| Porsche GT Team | Porsche 911 RSR-19  | Porsche 4.2L Flat-6          | M      | 92  | Kévin Estre           | Alle    |
| Porsche GT Team | Porsche 911 RSR-19  | Porsche 4.2L Flat-6          | M      | 92  | Neel Jani             | Alle    |
| Porsche GT Team | Porsche 911 RSR-19  | Porsche 4.2L Flat-6          | M      | 92  | Michael Christensen   | 2, 4, 6 |

### LMGTE Am
| Team                  | Auto                     | Motor                        | Banden | Nr. | Coureur               | Races    |
| --------------------- | ------------------------ | ---------------------------- | ------ | --- | --------------------- | -------- |
| TF Sport              | Aston Martin Vantage AMR | Aston Martin 4.0L Turbo V8   | M      | 33  | Felipe Fraga          | Alle     |
| TF Sport              | Aston Martin Vantage AMR | Aston Martin 4.0L Turbo V8   | M      | 33  | Ben Keating           | Alle     |
| TF Sport              | Aston Martin Vantage AMR | Aston Martin 4.0L Turbo V8   | M      | 33  | Dylan Pereira         | Alle     |
| D'station Racing      | Aston Martin Vantage AMR | Aston Martin 4.0L Turbo V8   | M      | 777 | Tomonobu Fujii        | Alle     |
| D'station Racing      | Aston Martin Vantage AMR | Aston Martin 4.0L Turbo V8   | M      | 777 | Satoshi Hoshino       | Alle     |
| D'station Racing      | Aston Martin Vantage AMR | Aston Martin 4.0L Turbo V8   | M      | 777 | Andrew Watson         | Alle     |
| Team Project 1        | Porsche 911 RSR-19       | Porsche 4.2L Flat-6          | M      | 46  | Dennis Olsen          | 1, 3-4   |
| Team Project 1        | Porsche 911 RSR-19       | Porsche 4.2L Flat-6          | M      | 46  | Anders Buchardt       | 1, 3-4   |
| Team Project 1        | Porsche 911 RSR-19       | Porsche 4.2L Flat-6          | M      | 46  | Axcil Jefferies       | 1        |
| Team Project 1        | Porsche 911 RSR-19       | Porsche 4.2L Flat-6          | M      | 46  | Maxwell Root          | 3        |
| Team Project 1        | Porsche 911 RSR-19       | Porsche 4.2L Flat-6          | M      | 46  | Robby Foley           | 4        |
| Team Project 1        | Porsche 911 RSR-19       | Porsche 4.2L Flat-6          | M      | 56  | Matteo Cairoli        | Alle     |
| Team Project 1        | Porsche 911 RSR-19       | Porsche 4.2L Flat-6          | M      | 56  | Egidio Perfetti       | Alle     |
| Team Project 1        | Porsche 911 RSR-19       | Porsche 4.2L Flat-6          | M      | 56  | Riccardo Pera         | Alle     |
| Cetilar Racing        | Ferrari 488 GTE Evo      | Ferrari F154CB 3.9L Turbo V8 | M      | 47  | Antonio Fuoco         | Alle     |
| Cetilar Racing        | Ferrari 488 GTE Evo      | Ferrari F154CB 3.9L Turbo V8 | M      | 47  | Roberto Lacorte       | Alle     |
| Cetilar Racing        | Ferrari 488 GTE Evo      | Ferrari F154CB 3.9L Turbo V8 | M      | 47  | Giorgio Sernagiotto   | Alle     |
| AF Corse              | Ferrari 488 GTE Evo      | Ferrari F154CB 3.9L Turbo V8 | M      | 54  | Francesco Castellacci | Alle     |
| AF Corse              | Ferrari 488 GTE Evo      | Ferrari F154CB 3.9L Turbo V8 | M      | 54  | Giancarlo Fisichella  | Alle     |
| AF Corse              | Ferrari 488 GTE Evo      | Ferrari F154CB 3.9L Turbo V8 | M      | 54  | Thomas Flohr          | Alle     |
| AF Corse              | Ferrari 488 GTE Evo      | Ferrari F154CB 3.9L Turbo V8 | M      | 83  | Nicklas Nielsen       | Alle     |
| AF Corse              | Ferrari 488 GTE Evo      | Ferrari F154CB 3.9L Turbo V8 | M      | 83  | François Perrodo      | Alle     |
| AF Corse              | Ferrari 488 GTE Evo      | Ferrari F154CB 3.9L Turbo V8 | M      | 83  | Alessio Rovera        | Alle     |
| Iron Lynx             | Ferrari 488 GTE Evo      | Ferrari F154CB 3.9L Turbo V8 | M      | 60  | Claudio Schiavoni     | 1-4, 6   |
| Iron Lynx             | Ferrari 488 GTE Evo      | Ferrari F154CB 3.9L Turbo V8 | M      | 60  | Matteo Cressoni       | 1-3, 5-6 |
| Iron Lynx             | Ferrari 488 GTE Evo      | Ferrari F154CB 3.9L Turbo V8 | M      | 60  | Andrea Piccini        | 1-3, 5-6 |
| Iron Lynx             | Ferrari 488 GTE Evo      | Ferrari F154CB 3.9L Turbo V8 | M      | 60  | Raffaele Giammaria    | 4        |
| Iron Lynx             | Ferrari 488 GTE Evo      | Ferrari F154CB 3.9L Turbo V8 | M      | 60  | Paolo Ruberti         | 4        |
| Iron Lynx             | Ferrari 488 GTE Evo      | Ferrari F154CB 3.9L Turbo V8 | M      | 60  | Rino Mastronardi      | 5        |
| Iron Lynx             | Ferrari 488 GTE Evo      | Ferrari F154CB 3.9L Turbo V8 | M      | 85  | Rahel Frey            | Alle     |
| Iron Lynx             | Ferrari 488 GTE Evo      | Ferrari F154CB 3.9L Turbo V8 | M      | 85  | Manuela Gostner       | 1-2      |
| Iron Lynx             | Ferrari 488 GTE Evo      | Ferrari F154CB 3.9L Turbo V8 | M      | 85  | Katherine Legge       | 1, 5-6   |
| Iron Lynx             | Ferrari 488 GTE Evo      | Ferrari F154CB 3.9L Turbo V8 | M      | 85  | Michelle Gatting      | 2-4      |
| Iron Lynx             | Ferrari 488 GTE Evo      | Ferrari F154CB 3.9L Turbo V8 | M      | 85  | Sarah Bovy            | 3-6      |
| Dempsey-Proton Racing | Porsche 911 RSR-19       | Porsche 4.2L Flat-6          | M      | 77  | Matt Campbell         | Alle     |
| Dempsey-Proton Racing | Porsche 911 RSR-19       | Porsche 4.2L Flat-6          | M      | 77  | Jaxon Evans           | Alle     |
| Dempsey-Proton Racing | Porsche 911 RSR-19       | Porsche 4.2L Flat-6          | M      | 77  | Christian Ried        | Alle     |
| Dempsey-Proton Racing | Porsche 911 RSR-19       | Porsche 4.2L Flat-6          | M      | 88  | Marco Seefried        | 1-3      |
| Dempsey-Proton Racing | Porsche 911 RSR-19       | Porsche 4.2L Flat-6          | M      | 88  | Andrew Haryanto       | 1, 3     |
| Dempsey-Proton Racing | Porsche 911 RSR-19       | Porsche 4.2L Flat-6          | M      | 88  | Alessio Picariello    | 1, 3     |
| Dempsey-Proton Racing | Porsche 911 RSR-19       | Porsche 4.2L Flat-6          | M      | 88  | Julien Andlauer       | 2, 4-6   |
| Dempsey-Proton Racing | Porsche 911 RSR-19       | Porsche 4.2L Flat-6          | M      | 88  | Dominique Bastien     | 2, 4     |
| Dempsey-Proton Racing | Porsche 911 RSR-19       | Porsche 4.2L Flat-6          | M      | 88  | Lance David Arnold    | 4        |
| Dempsey-Proton Racing | Porsche 911 RSR-19       | Porsche 4.2L Flat-6          | M      | 88  | Khaled Al Qubaisi     | 5-6      |
| Dempsey-Proton Racing | Porsche 911 RSR-19       | Porsche 4.2L Flat-6          | M      | 88  | Adrien De Leener      | 5        |
| Dempsey-Proton Racing | Porsche 911 RSR-19       | Porsche 4.2L Flat-6          | M      | 88  | Axcil Jefferies       | 6        |
| GR Racing             | Porsche 911 RSR-19       | Porsche 4.2L Flat-6          | M      | 86  | Ben Barker            | Alle     |
| GR Racing             | Porsche 911 RSR-19       | Porsche 4.2L Flat-6          | M      | 86  | Tom Gamble            | Alle     |
| GR Racing             | Porsche 911 RSR-19       | Porsche 4.2L Flat-6          | M      | 86  | Michael Wainwright    | Alle     |
| Aston Martin Racing   | Aston Martin Vantage AMR | Aston Martin 4.0L Turbo V8   | M      | 98  | Marcos Gomes          | Alle     |
| Aston Martin Racing   | Aston Martin Vantage AMR | Aston Martin 4.0L Turbo V8   | M      | 98  | Paul Dalla Lana       | Alle     |
| Aston Martin Racing   | Aston Martin Vantage AMR | Aston Martin 4.0L Turbo V8   | M      | 98  | Augusto Farfus        | 1-3, 5-6 |
| Aston Martin Racing   | Aston Martin Vantage AMR | Aston Martin 4.0L Turbo V8   | M      | 98  | Nicki Thiim           | 4        |

## Resultaten
| Ronde | Circuit  | Winnaar Hypercar                                | Winnaar LMP2                                             | Winnaar LMP2 Pro-Am                               | Winnaar LMGTE Pro                               | Winnaar LMGTE Am                                  | Verslag |
| ----- | -------- | ----------------------------------------------- | -------------------------------------------------------- | ------------------------------------------------- | ----------------------------------------------- | ------------------------------------------------- | ------- |
| 1     | Spa      | #8 Toyota Gazoo Racing                          | #22 United Autosports USA                                | #29 Racing Team Nederland                         | #92 Porsche GT Team                             | #83 AF Corse                                      | Verslag |
| 1     | Spa      | Sébastien Buemi Brendon Hartley Kazuki Nakajima | Filipe Albuquerque Philip Hanson Fabio Scherer           | Frits van Eerd Giedo van der Garde Job van Uitert | Kévin Estre Neel Jani                           | Nicklas Nielsen François Perrodo Alessio Rovera   | Verslag |
| 2     | Portimão | #8 Toyota Gazoo Racing                          | #38 Jota                                                 | #70 Realteam Racing                               | #51 AF Corse                                    | #47 Cetilar Racing                                | Verslag |
| 2     | Portimão | Sébastien Buemi Brendon Hartley Kazuki Nakajima | Anthony Davidson António Félix da Costa Roberto González | Mathias Beche Esteban Garcia Norman Nato          | James Calado Alessandro Pier Guidi              | Antonio Fuoco Roberto Lacorte Giorgio Sernagiotto | Verslag |
| 3     | Monza    | #7 Toyota Gazoo Racing                          | #22 United Autosports USA                                | #29 Racing Team Nederland                         | #92 Porsche GT Team                             | #83 AF Corse                                      | Verslag |
| 3     | Monza    | Mike Conway Kamui Kobayashi José María López    | Filipe Albuquerque Philip Hanson Fabio Scherer           | Paul-Loup Chatin Frits van Eerd Nyck de Vries     | Kévin Estre Neel Jani                           | Nicklas Nielsen François Perrodo Alessio Rovera   | Verslag |
| 4     | Le Mans  | #7 Toyota Gazoo Racing                          | #31 Team WRT                                             | #21 DragonSpeed USA                               | #51 AF Corse                                    | #83 AF Corse                                      | Verslag |
| 4     | Le Mans  | Mike Conway Kamui Kobayashi José María López    | Robin Frijns Ferdinand Habsburg Charles Milesi           | Ben Hanley Henrik Hedman Juan Pablo Montoya       | James Calado Côme Ledogar Alessandro Pier Guidi | Nicklas Nielsen François Perrodo Alessio Rovera   | Verslag |
| 5     | Bahrein  | #7 Toyota Gazoo Racing                          | #31 Team WRT                                             | #29 Racing Team Nederland                         | #92 Porsche GT Team                             | #33 TF Sport                                      | Verslag |
| 5     | Bahrein  | Mike Conway Kamui Kobayashi José María López    | Robin Frijns Ferdinand Habsburg Charles Milesi           | Frits van Eerd Giedo van der Garde Job van Uitert | Kévin Estre Neel Jani                           | Felipe Fraga Ben Keating Dylan Pereira            | Verslag |
| 6     | Bahrein  | #8 Toyota Gazoo Racing                          | #31 Team WRT                                             | #29 Racing Team Nederland                         | #51 AF Corse                                    | #83 AF Corse                                      | Verslag |
| 6     | Bahrein  | Sébastien Buemi Brendon Hartley Kazuki Nakajima | Robin Frijns Ferdinand Habsburg Charles Milesi           | Frits van Eerd Giedo van der Garde Job van Uitert | James Calado Alessandro Pier Guidi              | Nicklas Nielsen François Perrodo Alessio Rovera   | Verslag |

## Kampioenschappen

### Puntensysteem
- Inschrijvingen vertrekkend van pole-position zijn vetgedrukt.

| Duur   | 1e | 2e | 3e | 4e | 5e | 6e | 7e | 8e | 9e | 10e | Overig | Pole |
| 6 uur  | 25 | 18 | 15 | 12 | 10 | 8  | 6  | 4  | 2  | 1   | 0,5    | 1    |
| 8 uur  | 38 | 27 | 23 | 18 | 15 | 12 | 9  | 6  | 3  | 2   | 1      | 1    |
| 24 uur | 50 | 36 | 30 | 24 | 20 | 16 | 12 | 8  | 4  | 2   | 1      | 1    |

### Coureurs
Er worden vijf titels uitgereikt aan de coureurs, waarvan twee wereldkampioenschappen. De kampioenen in de Hypercar- en de GTE-klassen worden gekroond tot wereldkampioen, terwijl de kampioenen in de LMP2-, LMP2 Pro-Am- en LMGTE Am-klassen een FIA Endurance Trophy krijgen.

#### Hypercar
| Pos. | Coureur            | Team                | SPA | POR | MNZ | LEM | BHR | BHR | Punten |
| ---- | ------------------ | ------------------- | --- | --- | --- | --- | --- | --- | ------ |
| 1    | Mike Conway        | Toyota Gazoo Racing | 3   | 2   | 1   | 1   | 1   | 2   | 173    |
| 1    | Kamui Kobayashi    | Toyota Gazoo Racing | 3   | 2   | 1   | 1   | 1   | 2   | 173    |
| 1    | José María López   | Toyota Gazoo Racing | 3   | 2   | 1   | 1   | 1   | 2   | 173    |
| 2    | Sébastien Buemi    | Toyota Gazoo Racing | 1   | 1   | 4   | 2   | 2   | 1   | 168    |
| 2    | Brendon Hartley    | Toyota Gazoo Racing | 1   | 1   | 4   | 2   | 2   | 1   | 168    |
| 2    | Kazuki Nakajima    | Toyota Gazoo Racing | 1   | 1   | 4   | 2   | 2   | 1   | 168    |
| 3    | Nicolas Lapierre   | Alpine Elf Matmut   | 2   | 3   | 2   | 3   | 3   | 3   | 128    |
| 3    | André Negrão       | Alpine Elf Matmut   | 2   | 3   | 2   | 3   | 3   | 3   | 128    |
| 3    | Matthieu Vaxivière | Alpine Elf Matmut   | 2   | 3   | 2   | 3   | 3   | 3   | 128    |
| 4    | Richard Westbrook  | Glickenhaus Racing  |     | 4   | 3   | 5   |     |     | 53     |
| 4    | Romain Dumas       | Glickenhaus Racing  |     | 4   | 3   | 5   |     |     | 53     |
| 5    | Franck Mailleux    | Glickenhaus Racing  |     |     | 3   | 4   |     |     | 39     |
| 6    | Ryan Briscoe       | Glickenhaus Racing  |     | 4   |     | 5   |     |     | 38     |
| 7    | Pipo Derani        | Glickenhaus Racing  |     |     | DNF | 4   |     |     | 24     |
| 7    | Olivier Pla        | Glickenhaus Racing  |     |     | DNF | 4   |     |     | 24     |
|      | Gustavo Menezes    | Glickenhaus Racing  |     |     | DNF |     |     |     | 0      |
| Pos. | Coureur            | Team                | SPA | POR | MNZ | LEM | BHR | BHR | Punten |

#### GTE
| Pos. | Coureur               | Team                  | SPA | POR | MNZ | LEM | BHR | BHR | Punten |
| ---- | --------------------- | --------------------- | --- | --- | --- | --- | --- | --- | ------ |
| 1    | James Calado          | AF Corse              | 2   | 1   | 2   | 1   | 3   | 1   | 177    |
| 1    | Alessandro Pier Guidi | AF Corse              | 2   | 1   | 2   | 1   | 3   | 1   | 177    |
| 2    | Kévin Estre           | Porsche GT Team       | 1   | 3   | 1   | 2   | 1   | 2   | 166    |
| 2    | Neel Jani             | Porsche GT Team       | 1   | 3   | 1   | 2   | 1   | 2   | 166    |
| 3    | Gianmaria Bruni       | Porsche GT Team       | 4   | 4   | 3   | 3   | 2   | 4   | 111    |
| 3    | Richard Lietz         | Porsche GT Team       | 4   | 4   | 3   | 3   | 2   | 4   | 111    |
| 4    | Miguel Molina         | AF Corse              | 3   | 2   | 4   | 10  | 4   | 3   | 92     |
| 4    | Daniel Serra          | AF Corse              | 3   | 2   | 4   | 10  | 4   | 3   | 92     |
| 5    | Michael Christensen   | Porsche GT Team       |     | 3   |     | 2   |     | 2   | 88     |
| 6    | Frédéric Makowiecki   | Porsche GT Team       |     | 4   |     | 3   |     | 4   | 66     |
| 7    | Nicklas Nielsen       | AF Corse              | 5   | 14  | 5   | 4   | 9   | 5   | 62     |
| 7    | François Perrodo      | AF Corse              | 5   | 14  | 5   | 4   | 9   | 5   | 62     |
| 7    | Alessio Rovera        | AF Corse              | 5   | 14  | 5   | 4   | 9   | 5   | 62     |
| 8    | Côme Ledogar          | AF Corse              |     |     |     | 1   |     |     | 50     |
| 9    | Felipe Fraga          | TF Sport              | 6   | 11  | 18  | 5   | 5   | DNF | 39,5   |
| 9    | Ben Keating           | TF Sport              | 6   | 11  | 18  | 5   | 5   | DNF | 39,5   |
| 9    | Dylan Pereira         | TF Sport              | 6   | 11  | 18  | 5   | 5   | DNF | 39,5   |
| 10   | Matt Campbell         | Dempsey-Proton Racing | DNF | DNF | 9   | 7   | 6   | 6   | 34     |
| 10   | Jaxon Evans           | Dempsey-Proton Racing | DNF | DNF | 9   | 7   | 6   | 6   | 34     |
| 10   | Christian Ried        | Dempsey-Proton Racing | DNF | DNF | 9   | 7   | 6   | 6   | 34     |
| 11   | Matteo Cairoli        | Team Project 1        | DNS | 6   | 8   | DNF | 7   | 7   | 31     |
| 11   | Riccardo Pera         | Team Project 1        | DNS | 6   | 8   | DNF | 7   | 7   | 31     |
| 11   | Egidio Perfetti       | Team Project 1        | DNS | 6   | 8   | DNF | 7   | 7   | 31     |
| 11   | Antonio Fuoco         | Cetilar Racing        | 7   | 5   | 15  | DNF | 13  | 8   | 28     |
| 12   | Roberto Lacorte       | Cetilar Racing        | 7   | 5   | 15  | DNF | 13  | 8   | 28     |
| 12   | Giorgio Sernagiotto   | Cetilar Racing        | 7   | 5   | 15  | DNF | 13  | 8   | 28     |
| 13   | Claudio Schiavoni     | Iron Lynx             | 13  | 9   | DNF | 6   |     | 9   | 22,5   |
| 14   | Marcos Gomes          | Aston Martin Racing   | 10  | 8   | 6   | DNF | 8   | 14  | 20     |
| 14   | Paul Dalla Lana       | Aston Martin Racing   | 10  | 8   | 6   | DNF | 8   | 14  | 20     |
| 14   | Augusto Farfus        | Aston Martin Racing   | 10  | 8   | 6   |     | 8   | 14  | 20     |
| 15   | Francesco Castellacci | AF Corse              | 8   | 7   | 11  | 11  | 11  | 10  | 17     |
| 15   | Giancarlo Fisichella  | AF Corse              | 8   | 7   | 11  | 11  | 11  | 10  | 17     |
| 15   | Thomas Flohr          | AF Corse              | 8   | 7   | 11  | 11  | 11  | 10  | 17     |
| 16   | Raffaele Giammaria    | Iron Lynx             |     |     |     | 6   |     |     | 16     |
| 16   | Paolo Ruberti         | Iron Lynx             |     |     |     | 6   |     |     | 16     |
| 17   | Tomonobu Fujii        | D'station Racing      | 11  | DNF | 7   | 8   | 14  | 11  | 16     |
| 17   | Satoshi Hoshino       | D'station Racing      | 11  | DNF | 7   | 8   | 14  | 11  | 16     |
| 17   | Andrew Watson         | D'station Racing      | 11  | DNF | 7   | 8   | 14  | 11  | 16     |
| 18   | Rahel Frey            | Iron Lynx             | 12  | 10  | 12  | 9   | 12  | 12  | 8,5    |
| 19   | Matteo Cressoni       | Iron Lynx             | 13  | 9   | DNF |     | 15  | 9   | 7      |
| 19   | Andrea Piccini        | Iron Lynx             | 13  | 9   | DNF |     | 15  | 9   | 7      |
| 20   | Michelle Gatting      | Iron Lynx             |     | 10  | 12  | 9   |     |     | 6,5    |
| 21   | Sarah Bovy            | Iron Lynx             |     |     | 12  | 9   | 12  | 12  | 6      |
| 22   | Ben Barker            | GR Racing             | DNF | 12  | 13  | 13  | 10  | 13  | 4,5    |
| 22   | Tom Gamble            | GR Racing             | DNF | 12  | 13  | 13  | 10  | 13  | 4,5    |
| 22   | Michael Wainwright    | GR Racing             | DNF | 12  | 13  | 13  | 10  | 13  | 4,5    |
| 23   | Marco Seefried        | Dempsey-Proton Racing | 9   | 13  | 10  |     |     |     | 4      |
| 24   | Andrew Haryanto       | Dempsey-Proton Racing | 9   |     | 10  |     |     |     | 3      |
| 24   | Alessio Picariello    | Dempsey-Proton Racing | 9   |     | 10  |     |     |     | 3      |
| 25   | Sam Bird              | AF Corse              |     |     |     | 10  |     |     | 3      |
| Pos. | Coureur               | Team                  | SPA | POR | MNZ | LEM | BHR | BHR | Punten |

#### LMP2
| Pos. | Coureur                | Team                      | SPA | POR | MNZ | LEM | BHR | BHR | Punten |
| ---- | ---------------------- | ------------------------- | --- | --- | --- | --- | --- | --- | ------ |
| 1    | Robin Frijns           | Team WRT                  | 10  | 4   | 2   | 1   | 1   | 1   | 151    |
| 1    | Ferdinand Habsburg     | Team WRT                  | 10  | 4   | 2   | 1   | 1   | 1   | 151    |
| 1    | Charles Milesi         | Team WRT                  | 10  | 4   | 2   | 1   | 1   | 1   | 151    |
| 2    | Sean Gelael            | Jota                      | 3   | 2   | 5   | 2   | 2   | 3   | 131    |
| 2    | Tom Blomqvist          | Jota                      | 3   | 2   | 5   | 2   | 2   | 3   | 131    |
| 2    | Stoffel Vandoorne      | Jota                      | 3   | 2   | 5   | 2   | 2   | 3   | 131    |
| 3    | Anthony Davidson       | Jota                      | 2   | 1   | DNF | 4   | 3   | 2   | 123    |
| 3    | António Félix da Costa | Jota                      | 2   | 1   | DNF | 4   | 3   | 2   | 123    |
| 3    | Roberto González       | Jota                      | 2   | 1   | DNF | 4   | 3   | 2   | 123    |
| 4    | Philip Hanson          | United Autosports USA     | 1   | 3   | 1   | 10  | 4   | 4   | 107    |
| 5    | Fabio Scherer          | United Autosports USA     | 1   | WD  | 1   | 10  | 4   | 4   | 84     |
| 5    | Filipe Albuquerque     | United Autosports USA     | 1   |     | 1   | 10  | 4   | 4   | 84     |
| 6    | Alex Brundle           | Inter Europol Competition | 5   | 5   | 4   | 3   | 9   | 5   | 84     |
| 6    | Jakub Śmiechowski      | Inter Europol Competition | 5   | 5   | 4   | 3   | 9   | 5   | 84     |
| 7    | Renger van der Zande   | Inter Europol Competition | 5   |     | 4   | 3   | 9   | 5   | 69     |
| 8    | Frits van Eerd         | Racing Team Nederland     | 4   | 10  | 3   | 6   | 5   | 6   | 67     |
| 9    | Giedo van der Garde    | Racing Team Nederland     | 4   | 10  | WD  | 6   | 5   | 6   | 52     |
| 9    | Job van Uitert         | Racing Team Nederland     | 4   | 10  | WD  | 6   | 5   | 6   | 52     |
| 10   | Esteban Garcia         | Realteam Racing           | 6   | 7   | 7   | 7   | 7   | 7   | 50     |
| 10   | Norman Nato            | Realteam Racing           | 6   | 7   | 7   | 7   | 7   | 7   | 50     |
| 11   | Ben Hanley             | DragonSpeed USA           | 7   | 8   | 6   | 5   | 11  | 10  | 42,5   |
| 11   | Henrik Hedman          | DragonSpeed USA           | 7   | 8   | 6   | 5   | 11  | 10  | 42,5   |
| 11   | Juan Pablo Montoya     | DragonSpeed USA           | 7   | 8   | 6   | 5   | 11  | 10  | 42,5   |
| 12   | Loïc Duval             | Realteam Racing           | 6   |     | 7   | 7   | 7   | 7   | 41     |
| 13   | Sophia Flörsch         | Richard Mille Racing Team | 8   | 6   | 8   | DNF | 6   | 9   | 31     |
| 14   | Beitske Visser         | Richard Mille Racing Team | 8   | 6   |     | DNF | 6   | 9   | 27     |
| 15   | Dennis Andersen        | High Class Racing         | 9   | 9   | 9   | 8   | 8   | 8   | 25     |
| 16   | Wayne Boyd             | United Autosports USA     |     | 3   |     |     |     |     | 23     |
| 16   | Paul di Resta          | United Autosports USA     |     | 3   |     |     |     |     | 23     |
| 17   | Tatiana Calderón       | Richard Mille Racing Team | 8   | 6   | 8   | DNF |     | 9   | 23     |
| 18   | Anders Fjordbach       | High Class Racing         | 9   | 9   | 9   |     | 8   | 8   | 17     |
| 19   | Nyck de Vries          | Racing Team Nederland     |     |     | 3   |     |     |     | 15     |
| 19   | Paul-Loup Chatin       | Racing Team Nederland     |     |     | 3   |     |     |     | 15     |
| 20   | Louis Delétraz         | Inter Europol Competition |     | 5   |     |     |     |     | 15     |
| 21   | Robert Kubica          | High Class Racing         |     |     |     |     | 8   | 8   | 10     |
| 22   | Mathias Beche          | Realteam Racing           |     | 7   |     |     |     |     | 9      |
| 23   | Gabriel Aubry          | Richard Mille Racing Team |     |     |     |     | 6   |     | 8      |
| 24   | Marco Sørensen         | High Class Racing         |     |     |     | 8   |     |     | 8      |
| 24   | Ricky Taylor           | High Class Racing         |     |     |     | 8   |     |     | 8      |
| 25   | Miroslav Konôpka       | ARC Bratislava            | DNF | 11  | 10  | 9   | 10  | 11  | 8      |
| 26   | Jan Magnussen          | High Class Racing         | 9   | 9   | 9   |     |     |     | 7      |
| 27   | Oliver Webb            | ARC Bratislava            |     | 11  | 10  | 9   | 10  |     | 7      |
| 28   | Matej Konôpka          | ARC Bratislava            |     |     | 10  | 9   |     |     | 5      |
| 29   | Tom Jackson            | ARC Bratislava            | DNF | 11  |     |     |     |     | 1      |
| 30   | Kush Maini             | ARC Bratislava            |     |     |     |     | 10  |     | 1      |
| 31   | Olli Caldwell          | ARC Bratislava            |     |     |     |     |     | 11  | 1      |
| 31   | Nelson Panciatici      | ARC Bratislava            |     |     |     |     |     | 11  | 1      |
|      | Darren Burke           | ARC Bratislava            | DNF |     |     |     |     |     | 0      |
| Pos. | Coureur                | Team                      | SPA | POR | MNZ | LEM | BHR | BHR | Punten |

#### LMP2 Pro-Am
| Pos. | Coureur             | Team                  | SPA | POR | MNZ | LEM | BHR | BHR | Punten |
| ---- | ------------------- | --------------------- | --- | --- | --- | --- | --- | --- | ------ |
| 1    | Frits van Eerd      | Racing Team Nederland | 1   | 4   | 1   | 2   | 1   | 1   | 167    |
| 2    | Esteban Garcia      | Realteam Racing       | 2   | 1   | 3   | 3   | 2   | 2   | 146    |
| 2    | Norman Nato         | Realteam Racing       | 2   | 1   | 3   | 3   | 2   | 2   | 146    |
| 3    | Giedo van der Garde | Racing Team Nederland | 1   | 4   | WD  | 2   | 1   | 1   | 142    |
| 3    | Job van Uitert      | Racing Team Nederland | 1   | 4   | WD  | 2   | 1   | 1   | 142    |
| 4    | Ben Hanley          | DragonSpeed USA       | 3   | 2   | 2   | 1   | 5   | 4   | 138    |
| 4    | Henrik Hedman       | DragonSpeed USA       | 3   | 2   | 2   | 1   | 5   | 4   | 138    |
| 4    | Juan Pablo Montoya  | DragonSpeed USA       | 3   | 2   | 2   | 1   | 5   | 4   | 138    |
| 5    | Dennis Andersen     | High Class Racing     | 4   | 3   | 4   | 4   | 3   | 3   | 109    |
| 6    | Loïc Duval          | Realteam Racing       | 2   |     | 3   | 3   | 2   | 2   | 108    |
| 7    | Anders Fjordbach    | High Class Racing     | 4   | 3   | 4   |     | 3   | 3   | 85     |
| 8    | Miroslav Konôpka    | ARC Bratislava        | DNF | 5   | 5   | 5   | 4   | 5   | 72     |
| 8    | Oliver Webb         | ARC Bratislava        |     | 5   | 5   | 5   | 4   |     | 57     |
| 9    | Jan Magnussen       | High Class Racing     | 4   | 3   | 4   |     |     |     | 47     |
| 10   | Mathias Beche       | Realteam Racing       |     | 1   |     |     |     |     | 38     |
| 11   | Robert Kubica       | High Class Racing     |     |     |     |     | 3   | 3   | 38     |
| 12   | Matej Konôpka       | ARC Bratislava        |     |     | 5   | 5   |     |     | 30     |
| 13   | Nyck de Vries       | Racing Team Nederland |     |     | 1   |     |     |     | 25     |
| 13   | Paul-Loup Chatin    | Racing Team Nederland |     |     | 1   |     |     |     | 25     |
| 14   | Marco Sørensen      | High Class Racing     |     |     |     | 4   |     |     | 24     |
| 14   | Ricky Taylor        | High Class Racing     |     |     |     | 4   |     |     | 24     |
| 15   | Tom Jackson         | ARC Bratislava        | DNF | 5   |     |     |     |     | 15     |
| 16   | Olli Caldwell       | ARC Bratislava        |     |     |     |     |     | 5   | 15     |
| 16   | Nelson Panciatici   | ARC Bratislava        |     |     |     |     |     | 5   | 15     |
| 17   | Kush Maini          | ARC Bratislava        |     |     |     |     | 4   |     | 12     |
|      | Darren Burke        | ARC Bratislava        | DNF |     |     |     |     |     | 0      |
| Pos. | Coureur             | Team                  | SPA | POR | MNZ | LEM | BHR | BHR | Punten |

#### LMGTE Am
| Pos.                  | Coureur               | Team                  | SPA | POR | MNZ | LEM | BHR | BHR | Punten |
| --------------------- | --------------------- | --------------------- | --- | --- | --- | --- | --- | --- | ------ |
| 1                     | Nicklas Nielsen       | AF Corse              | 1   | 10  | 1   | 1   | 5   | 1   | 150    |
| 1                     | François Perrodo      | AF Corse              | 1   | 10  | 1   | 1   | 5   | 1   | 150    |
| 1                     | Alessio Rovera        | AF Corse              | 1   | 10  | 1   | 1   | 5   | 1   | 150    |
| 2                     | Felipe Fraga          | TF Sport              | 2   | 7   | 12  | 2   | 1   | DNF | 90,5   |
| 2                     | Ben Keating           | TF Sport              | 2   | 7   | 12  | 2   | 1   | DNF | 90,5   |
| 2                     | Dylan Pereira         | TF Sport              | 2   | 7   | 12  | 2   | 1   | DNF | 90,5   |
| 3                     | Matt Campbell         | Dempsey-Proton Racing | DNF | DNF | 5   | 4   | 2   | 2   | 79     |
| 3                     | Jaxon Evans           | Dempsey-Proton Racing | DNF | DNF | 5   | 4   | 2   | 2   | 79     |
| 3                     | Christian Ried        | Dempsey-Proton Racing | DNF | DNF | 5   | 4   | 2   | 2   | 79     |
| 4                     | Matteo Cairoli        | Team Project 1        | DNS | 2   | 4   | DNF | 3   | 3   | 78     |
| 4                     | Riccardo Pera         | Team Project 1        | DNS | 2   | 4   | DNF | 3   | 3   | 78     |
| 4                     | Egidio Perfetti       | Team Project 1        | DNS | 2   | 4   | DNF | 3   | 3   | 78     |
| 5                     | Antonio Fuoco         | Cetilar Racing        | 3   | 1   | 10  | DNF | 9   | 4   | 75     |
| 5                     | Roberto Lacorte       | Cetilar Racing        | 3   | 1   | 10  | DNF | 9   | 4   | 75     |
| 5                     | Giorgio Sernagiotto   | Cetilar Racing        | 3   | 1   | 10  | DNF | 9   | 4   | 75     |
| 6                     | Francesco Castellacci | AF Corse              | 4   | 3   | 7   | 7   | 7   | 6   | 71     |
| 6                     | Giancarlo Fisichella  | AF Corse              | 4   | 3   | 7   | 7   | 7   | 6   | 71     |
| 6                     | Thomas Flohr          | AF Corse              | 4   | 3   | 7   | 7   | 7   | 6   | 71     |
| 7                     | Claudio Schiavoni     | Iron Lynx             | 9   | 5   | DNF | 3   |     | 5   | 62     |
| 8                     | Marcos Gomes          | Aston Martin Racing   | 6   | 4   | 2   | DNF | 4   | 10  | 58     |
| 8                     | Paul Dalla Lana       | Aston Martin Racing   | 6   | 4   | 2   | DNF | 4   | 10  | 58     |
| 8                     | Augusto Farfus        | Aston Martin Racing   | 6   | 4   | 2   |     | 4   | 10  | 58     |
| 9                     | Tomonobu Fujii        | D'station Racing      | 7   | DNF | 3   | 5   | 10  | 7   | 51     |
| 9                     | Satoshi Hoshino       | D'station Racing      | 7   | DNF | 3   | 5   | 10  | 7   | 51     |
| 9                     | Andrew Watson         | D'station Racing      | 7   | DNF | 3   | 5   | 10  | 7   | 51     |
| 10                    | Rahel Frey            | Iron Lynx             | 8   | 6   | 8   | 6   | 8   | 8   | 46     |
| 11                    | Matteo Cressoni       | Iron Lynx             | 9   | 5   | DNF |     | 11  | 5   | 33,5   |
| 11                    | Andrea Piccini        | Iron Lynx             | 9   | 5   | DNF |     | 11  | 5   | 33,5   |
| 12                    | Michelle Gatting      | Iron Lynx             |     | 6   | 8   | 6   |     |     | 32     |
| 13                    | Raffaele Giammaria    | Iron Lynx             |     |     |     | 3   |     |     | 30     |
| 13                    | Paolo Ruberti         | Iron Lynx             |     |     |     | 3   |     |     | 30     |
| 14                    | Sarah Bovy            | Iron Lynx             |     |     | 8   | 6   | 8   | 8   | 30     |
| 15                    | Ben Barker            | GR Racing             | DNF | 8   | 8   | 9   | 6   | 9   | 23     |
| 15                    | Tom Gamble            | GR Racing             | DNF | 8   | 8   | 9   | 6   | 9   | 23     |
| 15                    | Michael Wainwright    | GR Racing             | DNF | 8   | 8   | 9   | 6   | 9   | 23     |
| 16                    | Marco Seefried        | Dempsey-Proton Racing | 5   | 9   | 6   |     |     |     | 21     |
| 17                    | Andrew Haryanto       | Dempsey-Proton Racing | 5   |     | 6   |     |     |     | 18     |
| 17                    | Alessio Picariello    | Dempsey-Proton Racing | 5   |     | 6   |     |     |     | 18     |
| 18                    | Manuela Gostner       | Iron Lynx             | 8   | 6   |     |     |     |     | 16     |
| 19                    | Katherine Legge       | Iron Lynx             | 8   |     |     |     | 8   | 8   | 14     |
| 20                    | Julien Andlauer       | Dempsey-Proton Racing |     | 9   |     | 8   | 12  | DNF | 12,5   |
| 21                    | Dominique Bastien     | Dempsey-Proton Racing |     | 9   |     | 8   |     |     | 12     |
| 22                    | Lance David Arnold    | Dempsey-Proton Racing |     |     |     | 8   |     |     | 9      |
| 23                    | Rino Mastronardi      | Iron Lynx             |     |     |     |     | 11  |     | 1,5    |
| 24                    | Anders Buchardt       | Team Project 1        | WD  |     | 11  | DNF |     |     | 0,5    |
| 24                    | Dennis Olsen          | Team Project 1        | WD  |     | 11  | DNF |     |     | 0,5    |
| 24                    | Maxwell Root          | Team Project 1        |     |     | 11  |     |     |     | 0,5    |
| 25                    | Khaled Al Qubaisi     | Dempsey-Proton Racing |     |     |     |     | 12  | DNF | 0,5    |
| 25                    | Adrien De Leener      | Dempsey-Proton Racing |     |     |     |     | 12  |     | 0,5    |
|                       | Robby Foley           | Team Project 1        |     |     |     | DNF |     |     | 0      |
|                       | Nicki Thiim           | Aston Martin Racing   |     |     |     | DNF |     |     | 0      |
|                       | Axcil Jefferies       | Team Project 1        | WD  |     |     |     |     |     | 0      |
| Dempsey-Proton Racing | Axcil Jefferies       |                       |     |     |     |     | DNF |     | 0      |
| Pos.                  | Coureur               | Team                  | SPA | POR | MNZ | LEM | BHR | BHR | Punten |

### Constructeurs en teams
Er worden vijf titels uitgereikt aan de constructeurs en teams, waarvan twee wereldkampioenschappen. De kampioenen in de Hypercar- en GTE-klassen worden gekroond tot wereldkampioen, terwijl de kampioenen in de LMP2-, LMP2 Pro-Am- en LMGTE Am-klassen een FIA Endurance Trophy krijgen.

#### Hypercar
Een constructeur ontvangt enkel punten voor de hoogst geklasseerde auto.
| Pos. | Constructeur        | SPA | POR | MNZ | LEM | BHR | BHR | Punten |
| ---- | ------------------- | --- | --- | --- | --- | --- | --- | ------ |
| 1    | Toyota Gazoo Racing | 1   | 1   | 1   | 1   | 1   | 1   | 206    |
| 2    | Alpine Elf Matmut   | 2   | 3   | 2   | 3   | 3   | 3   | 128    |
| 3    | Glickenhaus Racing  |     | 29  | 4   | 4   |     |     | 37     |
| Pos. | Constructeur        | SPA | POR | MNZ | LEM | BHR | BHR | Punten |

#### GTE
Een constructeur ontvangt enkel punten voor de twee hoogst geklasseerde auto's.
| Pos. | Constructeur | SPA | POR | MNZ | LEM | BHR | BHR | Punten |
| ---- | ------------ | --- | --- | --- | --- | --- | --- | ------ |
| 1    | Ferrari      | 2   | 1   | 2   | 1   | 3   | 1   | 291    |
| 1    | Ferrari      | 3   | 2   | 4   | 4   | 4   | 3   | 291    |
| 2    | Porsche      | 1   | 3   | 1   | 2   | 1   | 2   | 277    |
| 2    | Porsche      | 4   | 4   | 3   | 3   | 2   | 4   | 277    |
| Pos. | Constructeur | SPA | POR | MNZ | LEM | BHR | BHR | Punten |

#### LMP2
| Pos. | Auto | Team                      | SPA | POR | MNZ | LEM | BHR | BHR | Punten |
| ---- | ---- | ------------------------- | --- | --- | --- | --- | --- | --- | ------ |
| 1    | 31   | Team WRT                  | 10  | 4   | 2   | 1   | 1   | 1   | 151    |
| 2    | 28   | Jota                      | 3   | 2   | 5   | 2   | 2   | 3   | 131    |
| 3    | 38   | Jota                      | 2   | 1   | DNF | 4   | 3   | 2   | 123    |
| 4    | 22   | United Autosports USA     | 1   | 3   | 1   | 10  | 4   | 4   | 107    |
| 5    | 34   | Inter Europol Competition | 5   | 5   | 4   | 3   | 9   | 5   | 84     |
| 6    | 29   | Racing Team Nederland     | 4   | 10  | 3   | 6   | 5   | 6   | 67     |
| 7    | 70   | Realteam Racing           | 6   | 7   | 7   | 7   | 7   | 7   | 50     |
| 8    | 21   | DragonSpeed USA           | 7   | 8   | 6   | 5   | 11  | 10  | 42,5   |
| 9    | 1    | Richard Mille Racing Team | 8   | 6   | 8   | DNF | 6   | 9   | 31     |
| 10   | 20   | High Class Racing         | 9   | 9   | 9   | 8   | 8   | 8   | 25     |
| 11   | 44   | ARC Bratislava            | DNF | 11  | 10  | 9   | 10  | 11  | 8      |
| Pos. | Auto | Team                      | SPA | POR | MNZ | LEM | BHR | BHR | Punten |

#### LMP2 Pro-Am
| Pos. | Auto | Team                  | SPA | POR | MNZ | LEM | BHR | BHR | Punten |
| ---- | ---- | --------------------- | --- | --- | --- | --- | --- | --- | ------ |
| 1    | 29   | Racing Team Nederland | 1   | 4   | 1   | 2   | 1   | 1   | 167    |
| 2    | 70   | Realteam Racing       | 2   | 1   | 3   | 3   | 2   | 2   | 146    |
| 3    | 21   | DragonSpeed USA       | 3   | 2   | 2   | 1   | 5   | 4   | 138    |
| 4    | 20   | High Class Racing     | 4   | 3   | 4   | 4   | 3   | 3   | 109    |
| 5    | 44   | ARC Bratislava        | DNF | 5   | 5   | 5   | 4   | 5   | 72     |
| Pos. | Auto | Team                  | SPA | POR | MNZ | LEM | BHR | BHR | Punten |

#### LMGTE Am
| Pos. | Auto | Team                  | SPA | POR | MNZ | LEM | BHR | BHR | Punten |
| ---- | ---- | --------------------- | --- | --- | --- | --- | --- | --- | ------ |
| 1    | 83   | AF Corse              | 1   | 10  | 1   | 1   | 5   | 1   | 150    |
| 2    | 33   | TF Sport              | 2   | 7   | 12  | 2   | 1   | DNF | 90,5   |
| 3    | 77   | Dempsey-Proton Racing | DNF | DNF | 5   | 4   | 2   | 2   | 79     |
| 4    | 56   | Team Project 1        | DNS | 2   | 4   | DNF | 3   | 3   | 78     |
| 5    | 47   | Cetilar Racing        | 3   | 1   | 10  | DNF | 9   | 4   | 75     |
| 6    | 54   | AF Corse              | 4   | 3   | 7   | 7   | 7   | 6   | 71     |
| 7    | 60   | Iron Lynx             | 9   | 5   | DNF | 3   | 11  | 5   | 63,5   |
| 8    | 98   | Aston Martin Racing   | 6   | 4   | 2   | DNF | 4   | 10  | 58     |
| 9    | 777  | D'station Racing      | 7   | DNF | 3   | 5   | 10  | 7   | 51     |
| 10   | 85   | Iron Lynx             | 8   | 6   | 8   | 6   | 8   | 8   | 46     |
| 11   | 88   | Dempsey-Proton Racing | 5   | 9   | 6   | 8   | 12  | DNF | 30,5   |
| 12   | 86   | GR Racing             | DNF | 8   | 9   | 9   | 6   | 9   | 21     |
| 13   | 46   | Team Project 1        | WD  |     | 11  | DNF |     |     | 0,5    |
| Pos. | Auto | Team                  | SPA | POR | MNZ | LEM | BHR | BHR | Punten |